# ثقبة ذقنية

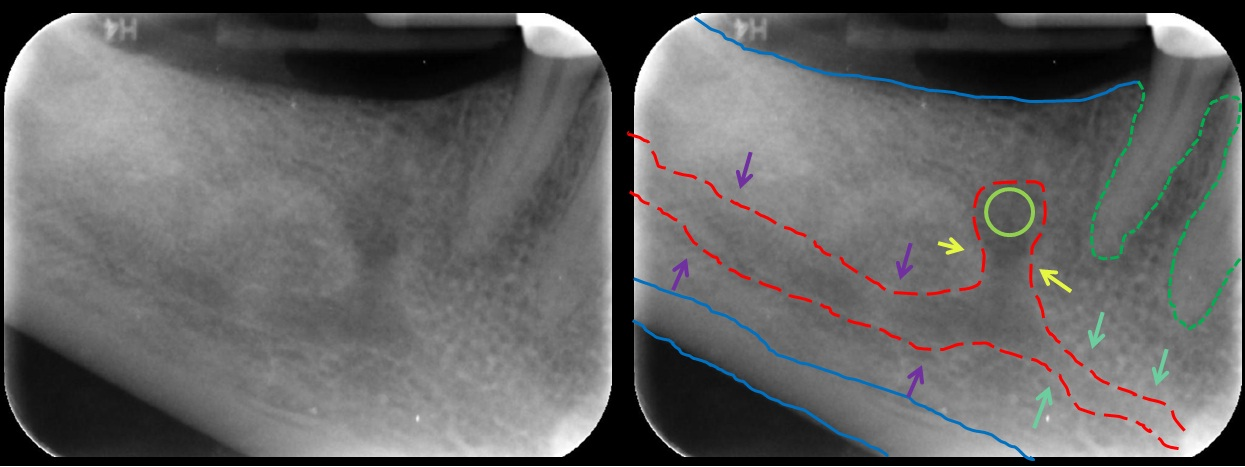
النفق القاطعي للفك السفلي (المشار إليه هنا بالسهام الخضراء) الممتد أماميًا (لليمين) من النفق الفكي السفلي (الأسهم الأرجوانية) بعد الثقبة الذقنية (الدائرة الخضراء الفاتحة).

الثقبة الذقنية (بالإنجليزية: Mental foramen)‏ هي واحدة من ثقبتين تقعان على جانبي الفك السفلي، وهي جزء من القناة الفكية السفلية. التي تنقل الفروع الانتهائية للعصب السنخي السفلي والأوعية الدموية الذقنية.

## البنية
تقع الثقبة الذقنية على السطح الأمامي الجانبي للفك السفلي، مباشرة أسفل الشفتين ووتر العضلة الخافضة للشفة السفلية. تقع في نهاية قناة الفك السفلي، والتي تبدأ عند ثقبة الفك السفلي داخل الفك السفلي. تنقل الفروع الانتهائية للعصب السنخي السفلي (العصب الذقني) والشريان السنخي السفلي والوريد السنخي السفلي.

### الاختلاف
- الثقبة الذقنية تنخفض بشكل طفيف عند الأشخاص عديمي الأسنان.[5]

- الثقبة الذقنية تكون على المحور الطولي للضاحكة الثانية عند 63% من الناس.[6]

- نسبة 17% من الناس لديهم ثقبة ذقنية إضافية على جانب واحد على الأقل،[6] بينما تظهر بنسبة 4% ثقوب ذقنية متعددة في كلا الجانبين. معظمها غير متساوٍ في الحجم، وغالبًا ما تكون مع ثقبة واحدة كبيرة بينما تكون الثقوب الأخرى أصغر.[6] لوحظ وجود ثقبة ذقنية قاطعة بنسبة 1% على جانب الفك السفلي.[6]

## الأهمية السريرية
قد نلجأ لتخدير العصب الذقني الخارج من الثقبة الذقنية، يسبب ذلك فقدان الإحساس في الشفة السفلية والذقن في الجانب المخدر.

## صور إضافية

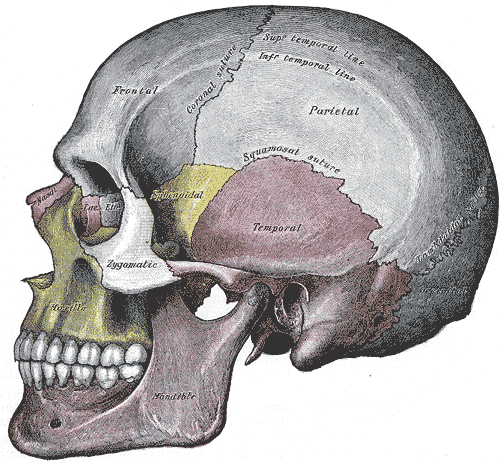
منظر جانبي للجمجمة.
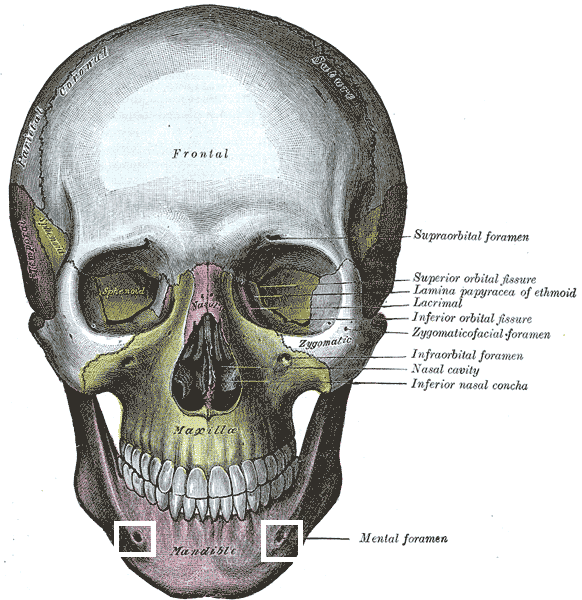
منظر أمامي للجمجمة. (الثقبة الذقنية ضمن مربع أبيض)
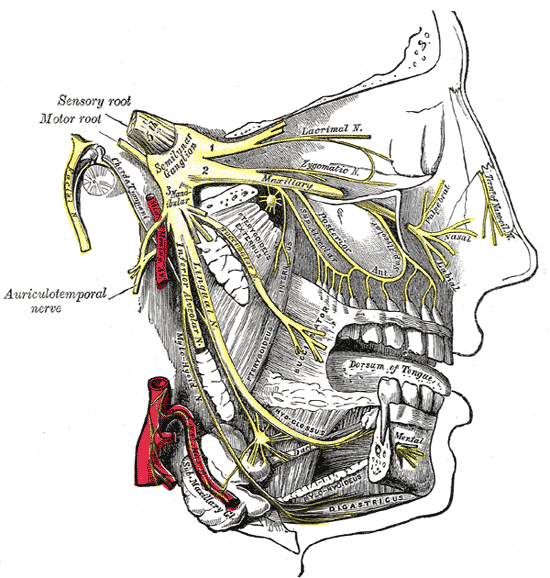
توزع الأعصاب الفكية العلوية والسفلية، والعقدة تحت الفك السفلي.
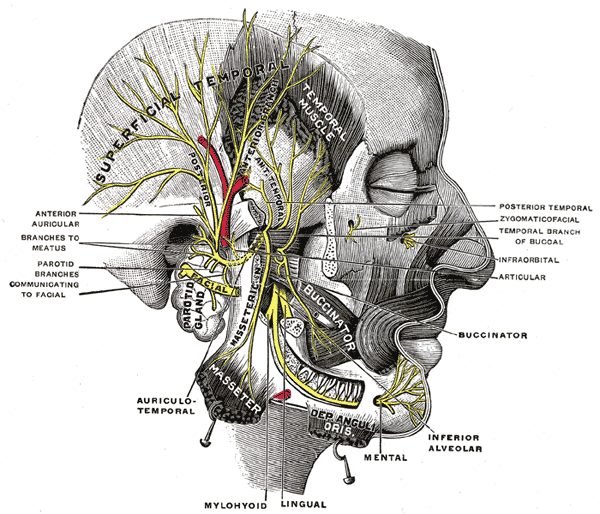
انقسام فرع الفك السفلي للعصب ثلاثي التوائم.
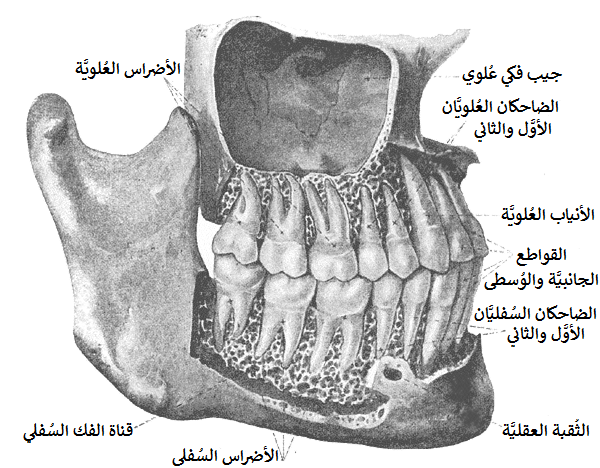
الأسنان الدائمة من الجهة اليمنى.